# Salomé Cuesta
María Salomé Cuesta Valera (Valencia, 23 de mayo de 1964) es una artista y teórica feminista española, catedrática de Escultura en la Facultad de Bellas Artes de la Universidad Politècnica de Valencia (UPV). Desde 2021 es la Vicerrectora de Arte, Ciencia, Tecnología y Sociedad de la misma universidad.

## Biografía
Salomé Cuesta se licenció en Bellas Artes en el año 1988, es Doctora en Bellas Artes Universitat Politècnica de València (UPV en el año 1992), cuya tesis llevó el título de La forma vacía del tiempo: proyecto teórico-práctico. 

### Trayectoria académica
He impartido clase en la Facultad de Bellas Artes de Cuenca -UCLM (1989-1998) y en la Facultad de Bellas Artes de Valencia  -Universitat Politècnica de València desde 1998.También he desempeñado cargos de Gestión: Directora del Departamento de Escultura -UPV (2012-2020), Directora del Máster en Artes Visuales y Multimedia -UPV (2010-2012) y Secretaria Departamento de Arte -UCLM (1996-1997).
Participa en el “I Congreso Internacional de Estudios Visuales” (ARCO’04)   
“Encuentro Internacional de Estudios Visuales” (ARCO’06), dirigidos por José Luis Brea. Miembro del Grupo ACT de FECYT que elaboró el Libro Blanco de la interrelación entre Arte, Ciencia y Tecnología en el estado español (2007).
Miembro del comité organizador del  1º y 2º Congreso Internacional ACC: Arte, Ciencia, Ciudad. ¡Luz, más luz! = Visualidad :: Energía :: Conectividad. en el año 2013 y 2015 . En este congreso se trata de fomentar la investigación interdisciplinaria sobre la cultura tecno-científica de la sociedad contemporánea y su incidencia en los modos de vida. Es una iniciativa promovida desde el Máster Universitario en Artes Visuales y Multimedia de la Universidad Politècnica de València y la Facultad de Bellas Artes de la Universidad del País Vasco.
Cofundadora y forma parte del equipo de investigación del Laboratorio de Luz de la UPV.
Su trayectoria artística y docente se completa con una amplia trayectoria en el estudio y el desarrollo de las dinámicas por la intersección Arte y Ciencia,

### Trayectoria artística (selección)
En su obra reflexiona sobre el espacio, el tiempo y la proyección de la luz sobre materiales diversos. Con estas obras ha participado en diversas exposiciones.
Expuso individualmente en la Galería Juana Mordó de Madrid con una exposición titulada “Horas separadas” en el año 1992, en el mismo año realizó la exposición titulada “Intemporar”en la  Galería Antoni Estrany de Barcelona.  "Cyberfem", en el Espacio de Arte contemporáneo de Castellón, EACC en el año 2006,“...y el tiempo se hizo”, Museo de Arte Contemporáneo Helga de Alvear de Cáceres (2015).
Ha formado parte de exposiciones colectivas comoː  Ecos de la materia, diálogo de artistas españoles y portugueses, celebrada en el museo MEIAC de Badajoz y comisariada por José Ramón Danvíla en el año 1996, en el año 1997 itineró a las Atarazanas de Valencia. Otra exposición colectiva fue la titulada La tarea del arte, en el extinguido centro de arte denominado  Arteleku en San Sebastián en 1993 y en la Galería Elba Benítez el mismo año,  en la exposición Años 90ː Distancia Zero en el Centro de Arte  Santa Mònica de Barcelona en 1994.“En los años 80 y 90, en el . IVAM-Centre del Carme (en el año 1995, “Banquete, Nodos y Redes”, Laboral y ZKM, en 2009). “Máquinas de mirar” en el Centro Andaluz de Arte Contemporáneo (2009).
Actualmente sus obras se encuentra en la Colección del Banco de España y en el Museo de Arte Contemporáneo Helga de Alvear.

## Publicaciones (selección)
Ha contribuido en capítulos específicos en numerosas publicaciones relacionadas con el arte, la ciencia y la tecnología.  
Forma parte de diversos consejos editoriales de las revistas: Arte: proyectos e ideas, Estudios Visuales, y Arte y Políticas de Identidad.  
- Acción paralelaː ensayo, teoría y crítica de la cultura y el arte contemporáneo Publicación dirigida por José Luis Brea, entre 1995-1999, (ISSN: 1136-7369)

- La formación artística en la enseñanza superior y los espacios del arte en la reforma universitaria Ana Navarrete Tudela y Salomé Cuesta[18]
- Práctica de percepción (del espacio: del tiempo) Arte: proyectos e ideas, 2001[18]
- Cultura_Responsabilidad_Universidad by Salomé Cuesta y Bárbaro Miyares, 2004
- Colabora, junto a Juan Luis Moraza, en la publicación El arte como criterio de excelencia, ISBN: NIPO 820-10-247-0, editado por el Ministerio de Educación en colaboración con el Instituto de Arte Contemporáneo IAC.[19]
- Colaboraciones en el sistema universitario español, intersecciones Arte, Ciencia y Tecnología, por Salomé Cuesta Localización: La colaboración científica: una aproximación multidisciplinar / Víctor Agulló Calatayud (dir. congr.), Gregorio González Alcaide (dir. congr.), Javier Gómez Ferri (dir. congr.), 2013,  978-84-7642-930-3,[20]
- [Diálogos]: Salomé Cuesta / Javier Vallhonrat, por Salomé Cuesta Valera y Javier Vallhonrat. Publicada en Lápiz: Revista internacional del arte,  0212-1700, Nº 99-101, 1994.
- Nuevos recursos para la preservación de elementos electrónicos empleados en producciones artísticas, por Regina Rivas Torné y Salomé Cuesta Valera. Publicada en  Conservación de arte contemporáneo: 18ª jornada, febrero 2017, 2017,  978-84-8026-562-1, págs. 65-72.
- Performance y documentación: propuesta de un modelo para la adquisición y conservación de obra performativa, por Paula Fernández Valdés y Salomé Cuesta Valera. Publicada en Conservación de arte contemporáneo: 20ª jornada, febrero 2019, 2019, págs. 159-168.